# Кордон Андорри та Франції

Кордон між Андоррою, Францією та Іспанією.

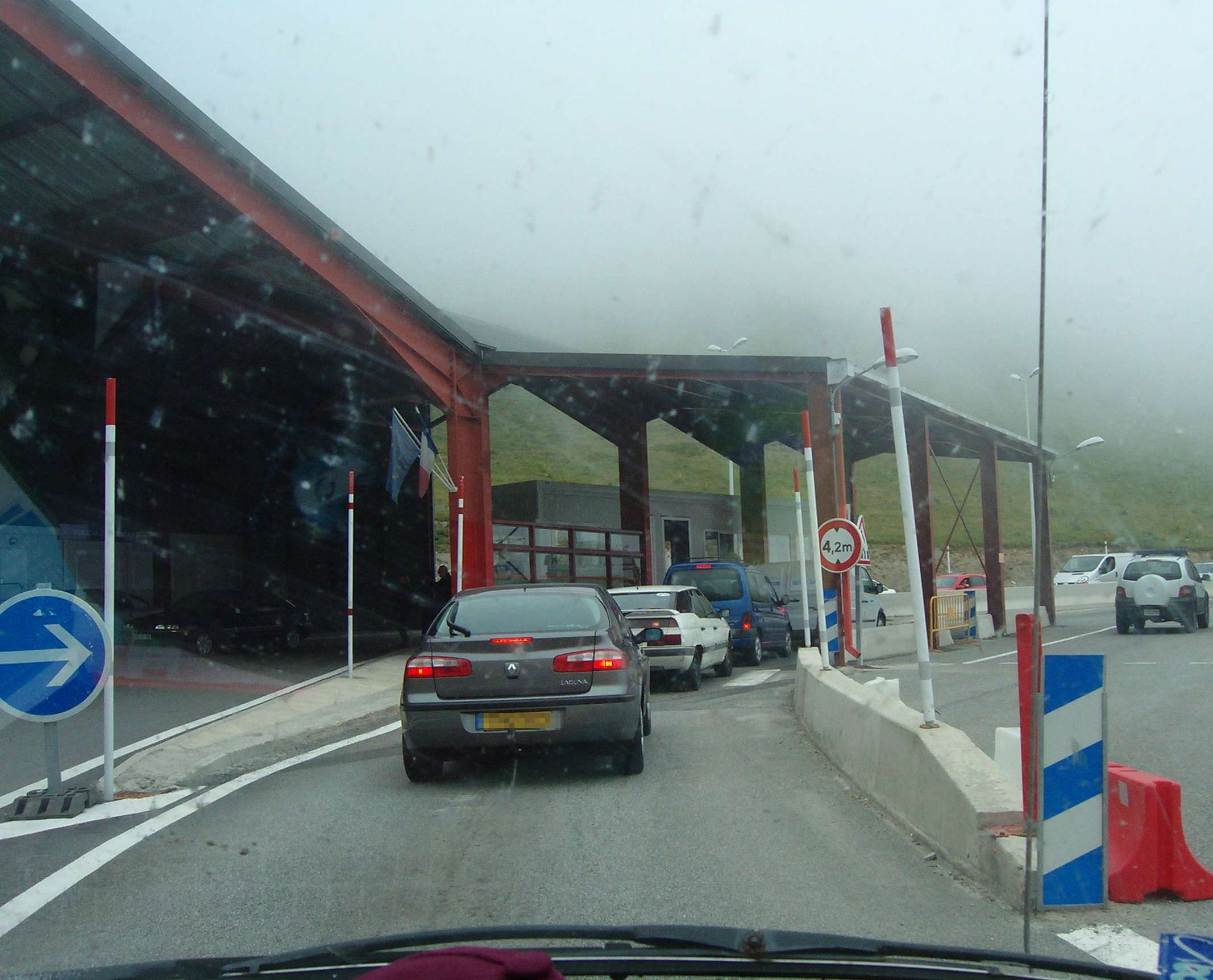
Прикордонний пост між Францією та Андоррою.

Кордон Андорри та Франції простягається на 57 км у південній Франції (департаменти Ар'єж і Східні Піренеї) та північній та північно-східній Андоррі .
Кордон Франції є третім за найкоротшим кордоном після кордонів з Монако та Нідерландами (останні на карибському острові Сен-Мартен).

## Технічні характеристики
Кордон починається в західній частині на західній Andorra- Іспанії -Франція Tripoint, розташований на вершині Пік — де — Médécourbe (42 ° 36'13 «N 1 ° 26'33» E). Потім він рухається в загальному північно-східному напрямку, а потім переключається на південний схід на східну триточку Андорра–Іспанія–Франція 42°30'09"N 1°43'33" E).
Більша частина франко-андорського кордону визначається звичаєм — немає міжнародного договору, який офіційно фіксує курс кордону, за винятком випадків, наведених нижче.
У 2001 році двостороння угода між Францією та Андоррою внесла зміни та дещо змінила кордони. Він передбачає обмін двома рівними площами по 15 925 квадратних метрів кожна, що дозволить Андоррі побудувати віадук, що з'єднує тунель Енваліра з французьким RN22 у визначеній для нього зоні.
Французьке місто Порта в департаменті Східні Піренеї оскаржило обмін земельними ділянками в судовому відділі Державної ради Франції. , заперечуючи, що це суперечить Конституції Франції: вона стверджувала, що з нею не консультувалися до того, як був розроблений та затверджений договір про кордон. Державна рада відхилила заяву, постановивши, що договір був ратифікований законом і, отже, Рада не має вирішувати питання законності закону. Крім того, немає законодавчої вимоги до держави консультуватися з муніципалітетами, які прилягають до кордону, під час коригування кордону.
У травні 2015 року Європейська комісія прийняла програму співпраці для покращення охорони навколишнього середовища вздовж кордонів Андорри з Іспанією та Францією.

## Прикордонний контроль
На кордоні проходять повні, суворі паспортні перевірки, оскільки Андорра не входить ні в Шенгенську зону, ні в Європейський Союз . До 2017 року більшість власників європейських паспортів підлягали лише мінімальній візуальній паспортній перевірці при в'їзді та виїзді з Шенгенської зони, що займало менше 5 секунд. Після кількох терористичних атак у Європі в 2017 році до Шенгенського прикордонного кодексу було внесено зміни, які вимагають, щоб паспорти всіх мандрівників (включаючи тих, хто має право на вільне пересування між двома відповідними країнами) сканувалися машинним скануванням при в'їзді та виїзді з Шенгенської зони для перевірки відповідності. різноманітні кримінальні бази даних. Цей процес може тривати до 30 секунд на кожного мандрівника і призвів до великих затримок на всіх кордонах між Шенгенськими та нешенгенськими країнами, як в аеропортах, так і на автомобільних і залізничних кордонах.
Єдиний автомобільний кордон між двома країнами проходить на схід від Пас-де-ла-Каса, на висоті майже 2000 метрів над рівнем моря. Немає залізничного пункту перетину, хоча автобусне сполучення з'єднує Пас-де-ла-Каса із залізничним вокзалом у французькому прикордонному місті Л'Оспіталет-пре-л'Андорр).
Вертольоти можуть літати між аеропортами Андорри та неандорськими аеропортами з міжнародними засобами прикордонного контролю. Найчастіші рейси з'єднують Андорру з аеропортами Барселони та Тулузи .
Франція, Іспанія та Андорра підписали угоду про переміщення та проживання громадян третіх країн в Андоррі в 2003 році. Він передбачає, що три країни повинні узгодити свої візові вимоги (фактично Андорра прийме шенгенські візові вимоги, які Франція та Іспанія вже виконали), а Андорра прийматиме лише тих, хто має право на в'їзд. Введіть Іспанію чи Францію. Будь-хто може залишитися в Андоррі надовго. Пасажири, яким потрібна шенгенська віза для в'їзду в Шенгенську зону, можуть в'їхати в Андорру за цією візою, але це має бути багаторазова віза, оскільки для в'їзду в Андорру потрібно вийти з Шенгенської зони.

## Французькі комуни та андоррські парафії вздовж кордону
Із заходу на схід: Французька сторона — 9 міст:
7 в Ар'єжі: Аузат, Леркуль, Сігер, Жестієс, Астон, Мерен-ле-Вальс і Л'Оспіталет-пре-л'Андорр ; 2 у Східних Піренеях: Порте-Пюйморанс і Порта .
Андоррська сторона — 4 парафії:
Ла Массана, Ордіно, Канільо та Енкамп .